# Alexander Pawlowitsch Gratschow

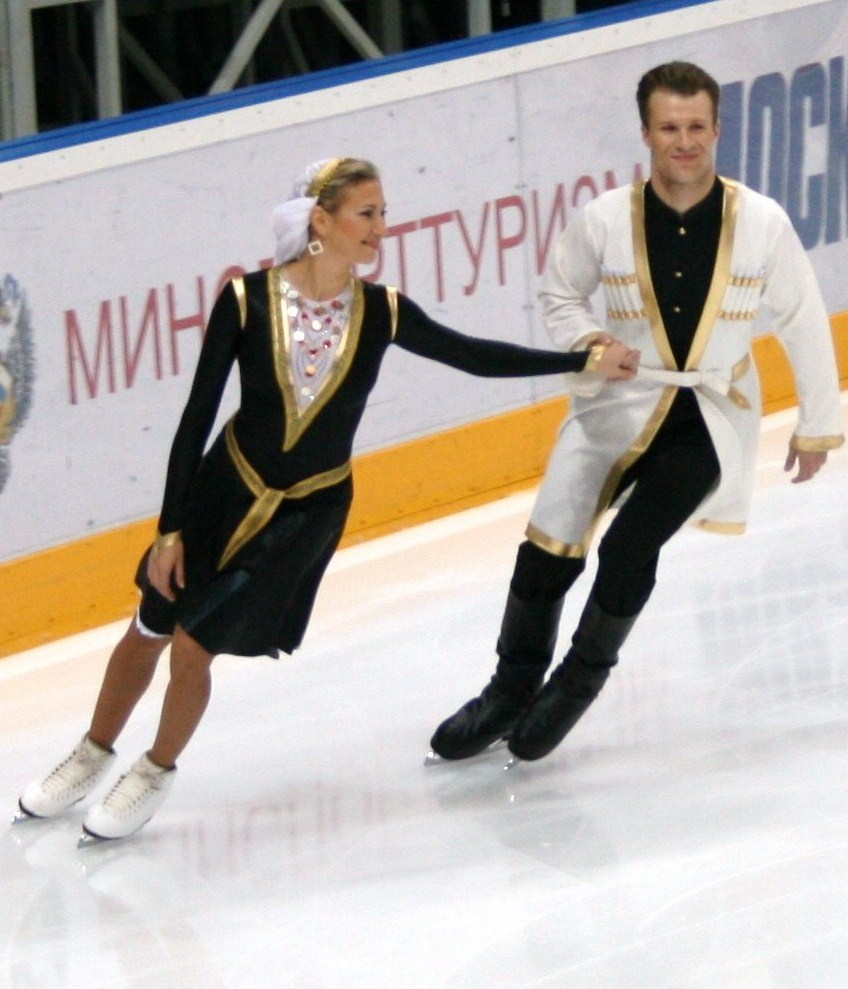
Anastasia Platonowa und Alexander Gratschow 2009

Alexander Pawlowitsch Gratschow (russisch Александр Павлович Грачёв; * 28. Juli 1984 in Moskau) ist ein russischer Eiskunstläufer.
Gratschow begann im Alter von 4 Jahren mit dem Eiskunstlaufen. Er wurde 2004 zusammen mit Jelena Romanowskaja Juniorenweltmeister im Eistanz. Trainer des Paares waren Swetlana Alexejewa und Jelena Kustarowa gewesen. Das Paar ist für den Klub Lokomotive Moskau gestartet. Nach der Saison 2005/06 beendeten Romanowskaja und Gratschow ihre Partnerschaft. Nach einer Saison Pause startet Gratschow nun mit Anastasia Platonowa.

## Wettkampferfolge
| Wettbewerb/Wintersaison     | 2000/01 | 2001/02 | 2002/03 | 2003/04 | 2004/05 | 2005/06 | 2006/07 | 2007/08 | 2008/09 |
| --------------------------- | ------- | ------- | ------- | ------- | ------- | ------- | ------- | ------- | ------- |
| Olympische Winterspiele     | -       | -       | -       | -       | -       | -       | -       | -       | -       |
| Weltmeisterschaften         | -       | -       | -       | -       | -       | 23.     | -       | -       | -       |
| Juniorenweltmeisterschaften | 6.      | 3.      | 3.      | 1.      | -       | -       | -       | -       | -       |
| Europameisterschaften       | -       | -       | -       | -       | -       | -       | -       | -       | -       |
| Russische Meisterschaften   | -       | -       | -       | -       | 4.*     | 4.*     | -       | 5.**    | 5.**    |

Legende: * Erfolge mit Romanowskaja; ** Erfolge mit Platonowa
| Personendaten    | Personendaten                         |
| ---------------- | ------------------------------------- |
| NAME             | Gratschow, Alexander Pawlowitsch      |
| ALTERNATIVNAMEN  | Грачёв, Александр Павлович (russisch) |
| KURZBESCHREIBUNG | russischer Eiskunstläufer             |
| GEBURTSDATUM     | 28. Juli 1984                         |
| GEBURTSORT       | Moskau, Sowjetunion (Russland)        |